# Veľké Kapušany
Veľké Kapušany (în maghiară Nagykapos, în română Căpușanii Mari) este un oraș din Slovacia cu 9.948 locuitori.

## Demografie
| An:                | 1994 | 2004   | 2014   | 2024   |
| ------------------ | ---- | ------ | ------ | ------ |
| Număr de persoane: | 9786 | 9536   | 9235   | 8347   |
| Diferență:         |      | −2,55% | −3,15% | −9,61% |

| An:                | 2023 | 2024   |
| ------------------ | ---- | ------ |
| Număr de persoane: | 8479 | 8347   |
| Diferență:         |      | −1,55% |